# Les Aspin
Pour les articles homonymes, voir Aspin.
 (avril 2011).
Si vous disposez d'ouvrages ou d'articles de référence ou si vous connaissez des sites web de qualité traitant du thème abordé ici, merci de compléter l'article en donnant les références utiles à sa vérifiabilité et en les liant à la section « Notes et références ».
Leslie Aspin Jr., né le 21 juillet 1938 à Milwaukee (Wisconsin) et mort le 21 mai 1995 à Washington, D.C., est un homme politique américain. Membre du Parti démocrate, il est représentant du Wisconsin entre 1971 et 1995 puis secrétaire à la Défense entre 1993 et 1994 dans l'administration du président Bill Clinton.

## Biographie
Membre du Parti démocrate, il a siégé à la Chambre des représentants, de 1971 à 1993.
Il est secrétaire à la Défense du 21 janvier 1993 au 3 février 1994 puis directeur du President's Foreign Intelligence Advisory Board de 1994 à 1995.
Il est mort à la suite d'un accident vasculaire cérébral.